# Alston (Cúmbria)
Alston é uma cidade do distrito de Eden, no Condado de Cúmbria, na Inglaterra. Sua população é de 1.087 habitantes (2016).